# American Association of State Highway and Transportation Officials
La Asociación Americana de Funcionarios Estatales de Carreteras y Transporte o por sus siglas en inglés AASHTO, de American Association of State Highway and Transportation Officials, es un órgano que establece normas, publica especificaciones y hace pruebas de protocolos y guías usadas en el diseño y construcción de autopistas en todo los Estados Unidos. A pesar de su nombre, la asociación representa no solo a las carreteras, sino también al transporte por aire, ferrocarril, agua y transporte público.
La AASHTO está compuesta por miembros del Departamento de Transporte de cada estado en los Estados Unidos, así como de Puerto Rico y del Distrito de Columbia. El Departamento de Transporte de los Estados Unidos, algunos condados y ciudades estadounidenses, operadores de peajes, la mayoría de las provincias canadienses al igual que los departamentos de carreteras de Hong Kong, el ministro de Obras Públicas y Asentamientos de Turquía y la Asociación Nigeriana de Funcionarios de Carreteras y Transporte Público son miembros observadores sin voto.

## Publicaciones
-Algunas publicaciones fundamentales para la ingeniería civil publicadas por la AASHTO son:
- A Policy on Geometric Design of Highways and Streets (Política para el Diseño Geométrico de Carreteras y Calles), llamado habitualmente "The Green Book" (el libro verde) por el color de su cubierta. Este libro explica el diseño funcional de carreteras y autopistas incluyendo intersecciones, curvas horizontales y verticales.
- Standard Specifications for Transportation Materials and Methods of Sampling and Testing (Especificaciones estándar para los materiales usados en el transporte y métodos de muestreo y pruebas)
- AASHTO LRFD Bridge Design Specifications (Especifaciones en diseño de puentes)

Además de estas publicaciones, la AASHTO colabora en proyectos de investigación. Uno de esos proyectos es el AASHO Road Test, que consiste en una campaña de pruebas a lo largo del país para estudiar los firmes de las carreteras con el objetivo de diseñar firmes más resistentes y óptimos.
La AASHTO además funciona como acreditadora de laboratorios en el país. En el caso de que se construya un puente con una determinada resistencia a compresión del hormigón, se exigirá al laboratorio verificador que esté acreditado por el AMRL, el laboratorio de referencia de materiales de la AASHTO.